# Protexarnis confusa
Protexarnis confusa är en fjärilsart som beskrevs av Alphéraky 1882. Protexarnis confusa ingår i släktet Protexarnis och familjen nattflyn. Inga underarter finns listade i Catalogue of Life.